# Oberflächenintegral
Das Oberflächenintegral oder Flächenintegral ist eine Verallgemeinerung des eindimensionalen Integralbegriffes zwecks Anwendung auf ebenen oder gekrümmten Flächen. Das Integrationsgebiet {\displaystyle {\mathcal {F}}} ist also nicht ein eindimensionales Intervall, sondern eine zweidimensionale Menge im zwei- oder dreidimensionalen Raum. Für eine allgemeinere Darstellung im {\displaystyle n}-dimensionalen Raum {\displaystyle \mathbb {R} ^{n}} mit {\displaystyle n\geq 2} siehe: Integration auf Mannigfaltigkeiten.
Es wird generell zwischen einem skalaren und einem vektoriellen Oberflächenintegral unterschieden, je nach Form des Integranden und des sogenannten Oberflächenelements. Sie lauten
{\displaystyle \iint _{\mathcal {F}}f\,\mathrm {d} \sigma } mit skalarer Funktion {\displaystyle f} und skalarem Oberflächenelement {\displaystyle \mathrm {d} \sigma } sowie
{\displaystyle \iint _{\mathcal {F}}{\vec {v}}\cdot \mathrm {d} {\vec {\sigma }}} mit vektorwertiger Funktion {\displaystyle {\vec {v}}} und vektoriellem Oberflächenelement {\displaystyle \mathrm {d} {\vec {\sigma }}}.
{\displaystyle \iint _{\mathcal {F}}{\vec {f}}\mathrm {d} \sigma } mit vektorwertiger Funktion {\displaystyle {\vec {f}}} und skalarem Oberflächenelement {\displaystyle \mathrm {d} {\sigma }}.
{\displaystyle \iint _{\mathcal {F}}p\,\mathrm {d} {\vec {\sigma }}} mit skalarer Funktion {\displaystyle p} und vektorwertigem Oberflächenelement {\displaystyle \mathrm {d} {\vec {\sigma }}}.

## Begriffe und Definitionen
Bei der Integration über Flächen treten Parametrisierungen der Fläche an die Stelle der Integrationsvariable und Oberflächenelemente an die Stelle der infinitesimalen (unendlich kleinen) Intervallbreite {\displaystyle \mathrm {d} x}.

### Parametrisierung
Als zweidimensionale Menge lässt sich eine Oberfläche als Funktion von zwei Variablen darstellen (parametrisieren). Ist {\displaystyle B\subset \mathbb {R} ^{2}} eine Menge, deren Rand keine doppelten Punkte enthält, stetig differenzierbar, nicht unendlich lang und ferner {\displaystyle \varphi } eine Abbildung von {\displaystyle B} in den {\displaystyle \mathbb {R} ^{3}} ist, so sagt man, {\displaystyle \varphi } ist Parametrisierung der Fläche {\displaystyle {\mathcal {F}}}, wenn {\displaystyle {\mathcal {F}}=\varphi (B)} ist. An dieser Stelle sei darauf hingewiesen, dass ein Großteil der Schwierigkeiten im Umgang mit Oberflächenintegralen mit der Parametrisierung zusammenhängt. Es ist a priori nicht klar, dass unterschiedliche Parametrisierungen den gleichen Wert für das Integral erzeugen. Ein Koordinatenwechsel für Oberflächenintegrale ist nicht trivial und ist mithin Motivation für die Verwendung von Differentialformen.
Allgemein lässt sich eine Fläche im {\displaystyle \mathbb {R} ^{3}} mit zwei Parametern {\displaystyle u} und {\displaystyle v} in folgender Form darstellen:
{\displaystyle \varphi \colon B\to \mathbb {R} ^{3},\quad \left(u,v\right)\mapsto {\vec {\varphi }}\left(u,v\right)=\left({\begin{matrix}x\left(u,v\right)\\y\left(u,v\right)\\z\left(u,v\right)\\\end{matrix}}\right)}
Auf der Fläche {\displaystyle {\vec {\varphi }}\left(u,v\right)} bilden die Kurvenscharen {\displaystyle u={\text{const}}} bzw. {\displaystyle v={\text{const}}} die Koordinatenlinien. Diese überziehen die Fläche mit einem Koordinatennetz, wobei durch jeden Punkt zwei Koordinatenlinien verlaufen. Somit hat jeder Punkt auf der Fläche eindeutige Koordinaten {\displaystyle \left(u_{0},v_{0}\right)}.

#### Beispiel 1: Parameterdarstellung
Die Oberfläche einer Kugel mit Radius {\displaystyle R} lässt sich wie folgt parametrisieren: {\displaystyle B} ist das Rechteck {\displaystyle [0,\pi ]\times [0,2\pi ]} und
{\displaystyle {\vec {\varphi }}(u,v)={\begin{pmatrix}R\sin(u)\cos(v)\\R\sin(u)\sin(v)\\R\cos(u)\end{pmatrix}}}.
Diese Parametrisierung erfüllt die Kugelgleichung {\displaystyle x^{2}+y^{2}+z^{2}=R^{2}} (siehe auch Kugelkoordinaten). {\displaystyle u} ist hier der Polarwinkel (meist {\displaystyle \vartheta } oder {\displaystyle \theta }) und {\displaystyle v} der Azimutwinkel (meist {\displaystyle \varphi } oder {\displaystyle \phi } bezeichnet).

#### Beispiel 2: Explizite Darstellung
Ist {\displaystyle f\colon B\to \mathbb {R} ,\ \left(x,y\right)\mapsto f\left(x,y\right)} eine Funktion und die Fläche in der Form {\displaystyle z=f(x,y)} angegeben, so sind {\displaystyle x} und {\displaystyle y} die beiden Parameter; die Parametrisierung der Fläche sieht also wie folgt aus:
{\displaystyle {\vec {\varphi }}\left(x,y\right)=\left({\begin{matrix}x\\y\\f\left(x,y\right)\\\end{matrix}}\right)}

### Oberflächenelement
Wenn im eindimensionalen Fall das {\displaystyle \mathrm {d} x} die Breite eines unendlich kleinen Intervalls darstellt, so liegt es nahe, es im zweidimensionalen Fall durch die Fläche eines unendlich kleinen Flächenstückes {\displaystyle \mathrm {d} \sigma } zu ersetzen. Durch die im vorhergehenden Abschnitt beschriebene Parametrisierung kann man an jeden Punkt der Oberfläche zwei Tangenten legen (siehe auch: Krummlinige Koordinaten): Einmal die Tangente, die entsteht, wenn man {\displaystyle v} konstant lässt und {\displaystyle u} minimal variiert, und einmal mit vertauschten Variablen. Das heißt also zwei Tangenten an die beiden Koordinatenlinien im betrachteten Punkt {\displaystyle \left(u_{0},v_{0}\right)}. Diese Tangenten lassen sich durch zwei infinitesimale Tangentenvektoren ausdrücken (sei {\displaystyle {\vec {\varphi }}\left(u,v\right)} die parametrisierte Form der Fläche):
{\displaystyle \left.{\frac {\partial {\vec {\varphi }}}{\partial u}}\right|_{u_{0},v_{0}}\mathrm {d} u}   und   {\displaystyle \left.{\frac {\partial {\vec {\varphi }}}{\partial v}}\right|_{u_{0},v_{0}}\mathrm {d} v}
Im Folgenden wird die kompakte Schreibweise für die partiellen Ableitungen verwendet:
{\displaystyle {\vec {\varphi }}_{u}={\frac {\partial {\vec {\varphi }}}{\partial u}}}   und   {\displaystyle {\vec {\varphi }}_{v}={\frac {\partial {\vec {\varphi }}}{\partial v}}}
Sind diese Tangenten in keinem Punkt der Fläche parallel, so spricht man von einer regulären Parametrisierung. Das Kreuzprodukt der Tangentenvektoren ist dann ein Vektor, dessen Länge ungleich Null ist.
{\displaystyle \left|\left|{\vec {\varphi }}_{u}\times {\vec {\varphi }}_{v}\right|\right|\neq 0}
Die beiden Tangentenvektoren liegen in der Tangentialebene der Fläche am betrachteten Punkt. Der Flächeninhalt des von beiden Tangentenvektoren aufgespannten Parallelogramms entspricht nun gerade dem Betrag ihres Kreuzproduktes.
Ist nun {\displaystyle {\vec {\varphi }}(u,v)} eine reguläre Parametrisierung der Oberfläche, so definiert man:
- Skalares Oberflächenelement

{\displaystyle \mathrm {d} \sigma =\left|\left|{\vec {\varphi }}_{u}\times {\vec {\varphi }}_{v}\right|\right|\mathrm {d} u\,\mathrm {d} v}
- Vektorielles Oberflächenelement

{\displaystyle \mathrm {d} {\vec {\sigma }}={\hat {n}}\ \mathrm {d} \sigma ={\vec {\varphi }}_{u}\times {\vec {\varphi }}_{v}\ \mathrm {d} u\,\mathrm {d} v}     mit dem Einheitsnormalenvektor des Flächenelements     {\displaystyle {\hat {n}}={\frac {{\vec {\varphi }}_{u}\times {\vec {\varphi }}_{v}}{\left|\left|{\vec {\varphi }}_{u}\times {\vec {\varphi }}_{v}\right|\right|}}}
Gemäß den Eigenschaften des Kreuzprodukts steht das vektorielle Oberflächenelement senkrecht auf der Fläche, sein Betrag entspricht gerade der Größe des infinitesimalen Flächenstücks.
In der oben vorgestellten Form ist das vektorielle Oberflächenelement nicht wohldefiniert, da seine Richtung davon abhängt ob man {\displaystyle {\vec {\varphi }}_{u}\times {\vec {\varphi }}_{v}} oder {\displaystyle {\vec {\varphi }}_{v}\times {\vec {\varphi }}_{u}=-\left({\vec {\varphi }}_{u}\times {\vec {\varphi }}_{v}\right)} berechnet. Die beiden Möglichkeiten sind antiparallel zueinander. Betrachtet man geschlossene Oberflächen, vereinbart man meist, dass das nach außen weisende vektorielle Oberflächenelement zu verwenden ist.

#### Beispiel 1: Parameterdarstellung
Die Oberfläche der Kugel mit Radius R kann, wie oben gezeigt, durch den Polarwinkel {\displaystyle u} und den Azimutwinkel {\displaystyle v} parametrisiert werden. Das Flächenelement ergibt sich aus folgender Rechnung:
{\displaystyle {\begin{aligned}&{\vec {\varphi }}=R\left({\begin{matrix}\sin u\ \cos v\\\sin u\ \sin v\\\cos u\\\end{matrix}}\right),\quad {\vec {\varphi }}_{u}=R\left({\begin{matrix}\cos u\ \cos v\\\cos u\ \sin v\\-\sin u\\\end{matrix}}\right),\quad {\vec {\varphi }}_{v}=R\left({\begin{matrix}-\sin u\ \sin v\\\sin u\ \cos v\\0\\\end{matrix}}\right),\\&\pm \left({\vec {\varphi }}_{u}\times {\vec {\varphi }}_{v}\right)=\pm R^{2}\sin u\left({\begin{matrix}\sin u\ \cos v\\\sin u\ \sin v\\\cos u\\\end{matrix}}\right),\quad \left|\left|\pm \left({\vec {\varphi }}_{u}\times {\vec {\varphi }}_{v}\right)\right|\right|=R^{2}\sin u,\\&{\hat {n}}=\pm \left({\begin{matrix}\sin u\ \cos v\\\sin u\ \sin v\\\cos u\\\end{matrix}}\right),\quad \mathrm {d} {\vec {\sigma }}={\hat {n}}\,\mathrm {d} \sigma ={\hat {n}}\ R^{2}\sin u\ \mathrm {d} u\,\mathrm {d} v\\\end{aligned}}}
Beim Normalenvektor sind zwei Lösungen möglich ({\displaystyle \pm }), abhängig von der Reihenfolge von {\displaystyle {\vec {\varphi }}_{u}} und {\displaystyle {\vec {\varphi }}_{v}} im Kreuzprodukt. Typischerweise wählt man hier die positive Lösung, bei der {\displaystyle {\hat {n}}} von der konvexen Kugeloberfläche weg zeigt (sog. „äußere Normale“).

#### Beispiel 2: Explizite Darstellung
Ist die Fläche in der Form {\displaystyle z=f(x,y)} angegeben, so drückt man das Flächenelement durch die Differentiale der Koordinaten {\displaystyle x}, {\displaystyle y} aus.
{\displaystyle {\vec {\varphi }}=\left({\begin{matrix}x\\y\\f(x,y)\end{matrix}}\right),\quad {\vec {\varphi }}_{x}=\left({\begin{matrix}1\\0\\f_{x}\end{matrix}}\right),\quad {\vec {\varphi }}_{y}=\left({\begin{matrix}0\\1\\f_{y}\end{matrix}}\right)}
{\displaystyle \pm \left({\vec {\varphi }}_{x}\times {\vec {\varphi }}_{y}\right)=\pm \left({\begin{matrix}-f_{x}\\-f_{y}\\1\end{matrix}}\right),\quad \left|\left|\pm \left({\vec {\varphi }}_{x}\times {\vec {\varphi }}_{y}\right)\right|\right|={\sqrt {f_{x}^{2}+f_{y}^{2}+1}}\ ,\quad {\hat {n}}=\pm {\frac {1}{\sqrt {f_{x}^{2}+f_{y}^{2}+1}}}\left({\begin{matrix}-f_{x}\\-f_{y}\\1\end{matrix}}\right)}
Somit sind Flächenelement und vektorielles Flächenelement gleich:
{\displaystyle \mathrm {d} \sigma ={\sqrt {f_{x}^{2}+f_{y}^{2}+1}}\ \mathrm {d} x\,\mathrm {d} y}
{\displaystyle \mathrm {d} {\vec {\sigma }}={\hat {n}}\ {\sqrt {f_{x}^{2}+f_{y}^{2}+1}}\ \mathrm {d} x\,\mathrm {d} y={\begin{pmatrix}-f_{x}\\-f_{y}\\1\end{pmatrix}}\ \mathrm {d} x\,\mathrm {d} y}

### Projektion auf Fläche mit bekanntem Flächenelement
Wir gehen im Folgenden davon aus, dass eine Fläche {\displaystyle A} mit ihrem Flächenelement {\displaystyle \mathrm {d} A} und zugehörigem Normalenvektor {\displaystyle {\hat {n}}_{A}} bekannt ist. Z. B.
- xy-Ebene:

{\displaystyle \mathrm {d} A=\mathrm {d} x\mathrm {d} y}   und   {\displaystyle {\hat {n}}_{A}={\hat {e}}_{z}=\left({\begin{matrix}0\\0\\1\\\end{matrix}}\right)}
- Mantelfläche eines Kreiszylinders mit Radius {\displaystyle \rho }:

{\displaystyle \mathrm {d} A=\rho \mathrm {d} \varphi \mathrm {d} z}   und   {\displaystyle {\hat {n}}_{A}={\hat {e}}_{\rho }=\left({\begin{matrix}\cos \varphi \\\sin \varphi \\0\\\end{matrix}}\right)}
- Kugeloberfläche mit Radius {\displaystyle r}:

{\displaystyle \mathrm {d} A=r^{2}\sin \vartheta \mathrm {d} \vartheta \mathrm {d} \varphi }   und   {\displaystyle {\hat {n}}_{A}={\hat {e}}_{r}=\left({\begin{matrix}\sin \vartheta \ \cos \varphi \\\sin \vartheta \ \sin \varphi \\\cos \vartheta \\\end{matrix}}\right)}
Für eine weitere Fläche {\displaystyle {\mathcal {F}}} mit Normalenvektor {\displaystyle {\hat {n}}_{\mathcal {F}}} soll das Flächenelement {\displaystyle \mathrm {d} \sigma } ermittelt werden. Die Fläche ist etwa durch {\displaystyle g(x,y,z)=0} gegeben und somit der Normalenvektor gleich {\displaystyle {\hat {n}}_{\mathcal {F}}=\nabla g/\|\nabla g\|}.
Wir projizieren nun {\displaystyle {\mathcal {F}}} entlang von {\displaystyle {\hat {n}}_{A}} auf {\displaystyle A}. Dann lassen sich die Flächenelemente mittels
{\displaystyle \mathrm {d} A=\mathrm {d} {\vec {A}}\cdot {\hat {n}}_{A}=|\mathrm {d} {\vec {\sigma }}\cdot {\hat {n}}_{A}|=\mathrm {d} \sigma \,|{\hat {n}}_{\mathcal {F}}\cdot {\hat {n}}_{A}|} für {\displaystyle {\hat {n}}_{\mathcal {F}}\cdot {\hat {n}}_{A}\neq 0} verknüpfen:
{\displaystyle \mathrm {d} \sigma ={\frac {\mathrm {d} A}{|{\hat {n}}_{\mathcal {F}}\cdot {\hat {n}}_{A}|}}={\frac {\|\nabla g\|\,\mathrm {d} A}{|\nabla g\cdot {\hat {n}}_{A}|}}}
Dabei darf jede Gerade entlang der Normalenvektoren {\displaystyle {\hat {n}}_{A}} die Fläche {\displaystyle {\mathcal {F}}} nur einmal schneiden. Sonst muss man die Fläche {\displaystyle {\mathcal {F}}} aufteilen in kleinere Flächen {\displaystyle {\mathcal {F}}_{1},\,{\mathcal {F}}_{2},\,\dotsc }, deren Projektion dann eindeutig ist, oder eine andere Grundfläche {\displaystyle A} wählen.
Das vektorielle Flächenelement ist:
{\displaystyle \mathrm {d} {\vec {\sigma }}={\hat {n}}_{\mathcal {F}}{\frac {\mathrm {d} A}{|{\hat {n}}_{\mathcal {F}}\cdot {\hat {n}}_{A}|}}={\frac {\nabla g}{\|\nabla g\|}}{\frac {\|\nabla g\|\,\mathrm {d} A}{|\nabla g\cdot {\hat {n}}_{A}|}}={\frac {\nabla g\,\mathrm {d} A}{|\nabla g\cdot {\hat {n}}_{A}|}}}

#### Beispiel 1
Sei eine Fläche {\displaystyle {\mathcal {F}}} der Form {\displaystyle z=f(x,y)} gegeben, so gilt {\displaystyle g(x,y,z)=z-f(x,y)} und damit:
{\displaystyle \nabla g={\begin{pmatrix}-f_{x}\\-f_{y}\\1\end{pmatrix}}\ ,\quad \|\nabla g\|={\sqrt {f_{x}^{2}+f_{y}^{2}+1}}\ ,\quad {\hat {n}}_{\mathcal {F}}={\frac {\nabla g}{\|\nabla g\|}}={\frac {1}{\sqrt {f_{x}^{2}+f_{y}^{2}+1}}}{\begin{pmatrix}-f_{x}\\-f_{y}\\1\end{pmatrix}}}
Diese Fläche wird nun in die {\displaystyle xy}-Ebene projiziert mit {\displaystyle \mathrm {d} A=\mathrm {d} x\mathrm {d} y} und {\displaystyle {\hat {n}}_{A}={\hat {e}}_{z}}; dabei ist
{\displaystyle \mathrm {d} \sigma ={\frac {\|\nabla g\|\,\mathrm {d} x\mathrm {d} y}{|\nabla g\cdot {\hat {e}}_{z}|}}={\frac {{\sqrt {f_{x}^{2}+f_{y}^{2}+1}}\,\mathrm {d} x\mathrm {d} y}{|{\hat {e}}_{z}\cdot {\hat {e}}_{z}|}}={\sqrt {f_{x}^{2}+f_{y}^{2}+1}}\,\mathrm {d} x\mathrm {d} y}
{\displaystyle \mathrm {d} {\vec {\sigma }}={\frac {\nabla g\,\mathrm {d} x\mathrm {d} y}{|\nabla g\cdot {\hat {e}}_{z}|}}={\begin{pmatrix}-f_{x}\\-f_{y}\\1\end{pmatrix}}\mathrm {d} x\mathrm {d} y}

#### Beispiel 2
Gesucht ist das Flächenelement eines Rotationskörpers um die {\displaystyle z}-Achse mit {\displaystyle \rho =f(z)}, also {\displaystyle g(\rho ,\varphi ,z)=\rho -f(z)}.
{\displaystyle \nabla g={\hat {e}}_{\rho }-f_{z}{\hat {e}}_{z}\ ,\quad \|\nabla g\|={\sqrt {1+f_{z}^{2}}}\ ,\quad {\hat {n}}_{\mathcal {F}}={\frac {\nabla g}{\|\nabla g\|}}={\frac {{\hat {e}}_{\rho }-f_{z}{\hat {e}}_{z}}{\sqrt {1+f_{z}^{2}}}}}
Durch Projektion auf die Mantelfläche eines Kreiszylinders mit Radius {\displaystyle \rho =f(z)} erhält man das Flächenelement:
{\displaystyle \mathrm {d} \sigma ={\frac {\|\nabla g\|\,\rho \,\mathrm {d} \varphi \mathrm {d} z}{|\nabla g\cdot {\hat {e}}_{\rho }|}}={\frac {{\sqrt {1+f_{z}^{2}}}\,f(z)\,\mathrm {d} \varphi \mathrm {d} z}{|({\hat {e}}_{\rho }-f_{z}{\hat {e}}_{z})\cdot {\hat {e}}_{\rho }|}}={\sqrt {1+f_{z}^{2}}}\,f(z)\,\mathrm {d} \varphi \mathrm {d} z}
{\displaystyle \mathrm {d} {\vec {\sigma }}=({\hat {e}}_{\rho }-f_{z}{\hat {e}}_{z})\,f(z)\,\mathrm {d} \varphi \mathrm {d} z}

## Die Integrale
Mit den Parametrisierungen und den Oberflächenelementen kann man nun die Oberflächenintegrale definieren. Diese mehrdimensionalen Integrale sind Lebesgue-Integrale, können aber in den meisten Anwendungsfällen als mehrfache Riemann-Integrale berechnet werden.

### Das skalare Oberflächenintegral
Das skalare Oberflächenintegral einer skalaren Funktion {\displaystyle f\colon \mathbb {R} ^{3}\rightarrow \mathbb {R} } über eine Oberfläche {\displaystyle {\mathcal {F}}} mit regulärer Parametrisierung {\displaystyle \varphi \colon B\rightarrow \mathbb {R} ^{3}} mit {\displaystyle B\subset \mathbb {R} ^{2}} ist definiert als
{\displaystyle \iint _{\mathcal {F}}f({\vec {x}})\,\mathrm {d} \sigma =\iint _{B}f\left({\vec {\varphi }}(u,v)\right)\,\|{\vec {\varphi }}_{u}\times {\vec {\varphi }}_{v}\|\,\,\mathrm {d} (u,v)}.
Setzt man beispielsweise {\displaystyle f({\vec {x}})=1}, so ist das skalare Oberflächenintegral einfach der Flächeninhalt der Oberfläche.
Beispiel: Oberflächeninhalt einer Kugel
Mit dem Flächenelement für Kugelkoordinaten
{\displaystyle \mathrm {d} \sigma =r^{2}\sin \theta \,\mathrm {d} \theta \,\mathrm {d} \varphi }
ergibt sich für den Flächeninhalt {\displaystyle A({\mathcal {F}})} der Oberfläche {\displaystyle {\mathcal {F}}} einer Kugel mit dem Radius {\displaystyle r}:
{\displaystyle A({\mathcal {F}})=\iint _{\mathcal {F}}1\,\mathrm {d} \sigma =\int \limits _{0}^{2\pi }\int \limits _{0}^{\pi }r^{2}\sin \theta \,\mathrm {d} \theta \,\mathrm {d} \varphi =r^{2}\int \limits _{0}^{2\pi }\int \limits _{0}^{\pi }\sin \theta \,\mathrm {d} \theta \ \mathrm {d} \varphi =r^{2}\int \limits _{0}^{2\pi }2\,\mathrm {d} \varphi =4\pi r^{2}}.

### Das vektorielle Oberflächenintegral
Das vektorielle Oberflächenintegral einer vektorwertigen Funktion {\displaystyle f\colon \mathbb {R} ^{3}\rightarrow \mathbb {R} ^{3}} über eine Oberfläche {\displaystyle {\mathcal {F}}} mit regulärer Parametrisierung {\displaystyle \varphi \colon B\rightarrow \mathbb {R} ^{3}} mit {\displaystyle B\subset \mathbb {R} ^{2}} ist definiert als
{\displaystyle \iint _{\mathcal {F}}{\vec {f}}({\vec {x}})\cdot \mathrm {d} {\vec {\sigma }}=\iint _{B}{\vec {f}}\left({\vec {\varphi }}(u,v)\right)\cdot ({\vec {\varphi }}_{u}\times {\vec {\varphi }}_{v})\,\,\mathrm {d} (u,v)=:\Phi _{\mathcal {F}}({\vec {f}})}.
Eine anschauliche Vorstellung dieses Integrals geschieht über den Fluss {\displaystyle \Phi } eines Vektorfeldes {\displaystyle {\vec {f}}} durch die Fläche {\displaystyle {\mathcal {F}}}: Die Größe {\displaystyle {\vec {f}}\cdot \mathrm {d} {\vec {\sigma }}} gibt an, welchen Beitrag zum Gesamtfluss {\displaystyle \Phi _{\mathcal {F}}({\vec {f}})} der infinitesimal-kleine Oberflächen-Vektor {\displaystyle \mathrm {d} {\vec {\sigma }}={\hat {n}}\,\mathrm {d} \sigma } liefert; nämlich wie viel von {\displaystyle {\vec {f}}} durch das Oberflächenstück {\displaystyle \mathrm {d} {\sigma }} fließt. Der Fluss ist maximal, wenn das Vektorfeld {\displaystyle {\vec {f}}} parallel zur Flächennormale {\displaystyle {\hat {n}}} steht, und null, wenn {\displaystyle {\vec {f}}} senkrecht zu {\displaystyle {\hat {n}}} steht, also tangential zur Oberfläche ist – dann "fließt" {\displaystyle {\vec {f}}} entlang der Oberfläche, aber nicht durch sie hindurch.
Beispiel: Fluss eines Vektorfeldes durch eine Kugeloberfläche
Gegeben sei ein radialsymmetrisches Vektorfeld
{\displaystyle {\vec {E}}({\vec {r}})={\dfrac {C}{r^{2}}}\cdot {\dfrac {\vec {r}}{r}}}
mit einer Konstanten {\displaystyle C\in \mathbb {R} }, dem Ortsvektor {\displaystyle {\vec {r}}} und seinem Betrag {\displaystyle r}. Bei dem Vektor {\displaystyle {\dfrac {\vec {r}}{r}}} handelt es sich somit um einen Einheitsvektor in Richtung des Ortsvektors.
In der Physik ist zum Beispiel das elektrische Feld einer Punktladung {\displaystyle Q} im Koordinatenursprung von dieser Form: siehe Coulombsches Gesetz.
Aus Symmetriegründen verwendet man Kugelkoordinaten. Das vektorielle Oberflächenelement {\displaystyle \textstyle \mathrm {d} {\vec {\sigma }}} für eine Kugel mit Radius {\displaystyle r} und Mittelpunkt im Koordinatenursprung ist
{\displaystyle \mathrm {d} {\vec {\sigma }}=r^{2}\sin \theta \cdot {\dfrac {\vec {r}}{r}}\,\mathrm {d} \theta \,\mathrm {d} \varphi }.
Für den Fluss {\displaystyle \Phi } des Vektorfeldes {\displaystyle {\vec {E}}({\vec {r}})} durch die Oberfläche {\displaystyle {\mathcal {F}}} einer Kugel mit Radius {\displaystyle r} ergibt sich:
{\displaystyle \Phi =\iint _{\mathcal {F}}{\dfrac {C}{r^{2}}}\cdot {\dfrac {\vec {r}}{r}}\,\mathrm {d} {\vec {\sigma }}=\int \limits _{0}^{2\pi }\int \limits _{0}^{\pi }{\dfrac {C}{r^{2}}}{\dfrac {\vec {r}}{r}}\cdot r^{2}\sin \theta \cdot {\dfrac {\vec {r}}{r}}\,\mathrm {d} \theta \,\mathrm {d} \varphi =C\int \limits _{0}^{2\pi }\int \limits _{0}^{\pi }\sin \theta \,\mathrm {d} \theta \,\mathrm {d} \varphi =C\int \limits _{0}^{2\pi }2\mathrm {d} \varphi =4\pi C}.
Der Fluss {\displaystyle \Phi } des Vektorfeldes durch die Kugeloberfläche ist somit unabhängig vom Kugelradius {\displaystyle r}. Für das physikalische Beispiel des elektrischen Feldes einer Punktladung ist dieses Ergebnis ein Spezialfall des Gaußschen Gesetzes der Elektrostatik.